# Copris diversus
Copris diversus là một loài bọ cánh cứng trong họ Bọ hung (Scarabaeidae).